# ホテル九重
ホテル九重（ホテルここのえ）は、静岡県浜松市の浜名湖のほとりにある舘山寺温泉にあった高級旅館である。遠鉄観光開発に属する。

## ホテル概要
- 開業:1987年（昭和62年）9月6日[2]
- 住所:静岡県浜松市中央区舘山寺町2178
- 収容:487名
- 客室数:86 室（和室79・洋室4・露天風呂付特別室2・貴賓室1）
- 宴会場:6室（大宴会場2室、中宴会場1室、小宴会場2室）
- 食事拠:いけす割烹「汽水亭」123席、割烹「曳馬野」48席、個室料亭 16室、レイクビューホール「奥浜名」（朝食バイキング）
- 運営:遠鉄観光開発株式会社

## 概要
静岡県浜名湖の高級温泉リゾートホテル。ホテル敷地内の地下1,850mから湧き出る、保湿・保温効果がある「天然療養温泉」（加温循環、一部ろ過式）を満喫できる大浴場が2ヶ所。広重のガラス絵と檜の香り、江戸情緒漂う大浴場「遠州絵巻の湯」と、竹久夢二の世界とステンドグラスの光に癒される大浴場「大正浪漫の湯」があった。
浜名湖・遠州灘の旬の魚が目の前に泳ぐ大きな生簀(いけす)より、魚介類を「活き造り」で堪能できる新スタイルの割烹「汽水亭」や前面パノラマガラスより、浜名湖内浦湾と大草山の景観と地場の旬の幸を堪能できる和風お食事処「曳馬野」など、高級旅館ならではの贅沢な食事が楽しめることで有名。
1998年には将棋の第39期王位戦第1局、2006年には将棋の第47期王位戦第1局、2016年には囲碁の第41期碁聖戦第1局が当地で開催された。
新型コロナウイルスの影響で2020年4月12日から長期間休館していたことに加え、経営の圧迫や建物の老朽化などにより、2021年10月31日に営業を終了した。
跡地は宿泊施設を中心とした複合施設として再開発され、2029年春に開業する予定となっている。

## 周辺
- 浜名湖パルパル